# Bell Water
Bell Water är en sjö i Storbritannien.   Den ligger i grevskapet East Sussex och riksdelen England, i den sydöstra delen av landet, 60 km sydost om huvudstaden London. Bell Water ligger 71 meter över havet.